# Deutsche Kürschnerschule

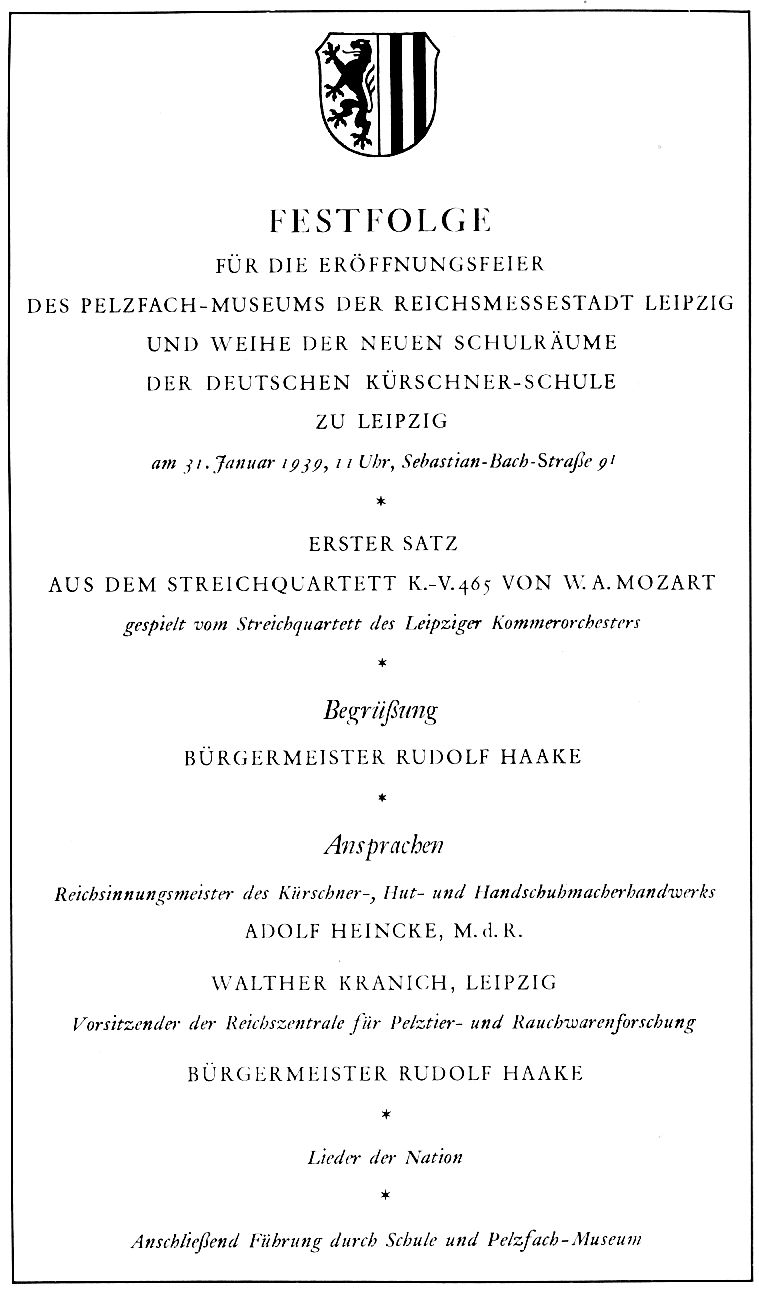
Festfolge für die Eröffnungsfeier und Weihe des Pelzfach-Museums und der neuen Schulräume der Deutschen Kürschnerschule zu Leipzig am 31. Januar 1939

Die Deutsche Kürschnerschule in Leipzig war eine Fachschule zur Weiterbildung der handwerklichen Berufszweige der Pelzbranche, insbesondere zur Meisterausbildung in der Kürschnerei, der Staffiererei (das Ausfertigen der Pelze) und der Rauchwarenveredlung.
Die Schule wurde am 15. März 1928 eröffnet. Sie bestand, wiedergegründet nach dem Zweiten Weltkrieg, bis etwa Mitte der 1970er Jahre. Weitere deutsche Kürschnerschulen entstanden nach dem Zweiten Weltkrieg in Hamburg und Frankfurt am Main.

## Geschichte

### Vor dem Zweiten Weltkrieg
Der Leipziger Brühl war bis zum Beginn der Machtergreifung der Nationalsozialisten im Jahr 1933 und der damit verbundenen Bedrohung der zahlreichen jüdischen Rauchwarenhändler einer der drei Hauptumschlagplätze für Rauchwaren, den zumeist für die Pelzverarbeitung bestimmten Fellen. Diese Weltbedeutung war nach dem Ersten Weltkrieg zunächst einmal verloren gegangen. Die Geschäftsbeziehungen mit dem Ausland mussten neu aufgebaut werden. Zudem konnten bestimmte Pelzveredlungen, in denen einige der Betriebe in und um Leipzig konkurrenzlos waren, inzwischen auch in anderen Ländern hergestellt werden. Es galt, diesen Markt zurückzuerobern. Eine der begleitenden Maßnahmen war die Gründung der Kürschnerschule durch den Reichsbund deutscher Kürschner zur Weiterbildung ausschließlich bereits fortgeschrittener Gesellen und Meister im Pelzhandwerk.
War bis dahin das Wissen um die Bearbeitungsmethoden zum Teil noch Geschäftsgeheimnis, das nur innerhalb der Betriebe weitergegeben und von den Gesellen auf Wanderungen gesammelt werden musste, wurde es hier didaktisch aufgearbeitet und allgemein vermittelt. Bis zum Jahr 1925 waren beispielsweise von den Kürschnern noch keine Einzelheiten über die Rezepte der Rauchwarenfärberei veröffentlicht worden. Der erste Fachlehrer, Kürschnermeister Hofmann, wurde anfangs noch verlacht, weil er Haarlängen maß, „schließlich aber von seinen Berufskollegen wohlgeachtet, weil man erkannte, daß sich auf solche Erkenntnisse die modernen Methoden gründen. Der 2. Fachlehrer hatte dann die geniale Idee, durch Schrägumschneiden das Umschneiden und Auslassen in einem Arbeitsgang zu vereinen“.
Geplant war die Schule mit dem Namen Höhere Kürschner-Schule, gegründet wurde sie aber als Deutsche Kürschnerschule, lange geführt jedoch als Meisterschule des deutschen Kürschnerhandwerks, und letztlich dann doch wieder Deutsche Kürschnerschule genannt. Die Eintragung in das Vereinsregister beim Sächsischen Amtsgericht Leipzig erfolgte am 7. April 1928 unter der Nummer 1512.
Die Gründung fiel in eine anfangs ungünstige Zeit, unmittelbar vor Beginn der Weltwirtschaftskrise. Initiatoren und Organisatoren der Gründung waren der Kürschnermeister Walter Maerz und der Gewerbelehrer Friedrich Lorenz. Als Schulträger wird für das Gründungsjahr der Verein Deutsche Kürschnerschule e. V. genannt, später, oder vielleicht verbunden, die Reichsinnung. Die zuständige Aufsichtsbehörde war anfangs das Schulamt Leipzig, dann das Reichswirtschaftsministerium. Im Gegensatz zur Berufsschule galt sie als „gewerbliche Schule“ oder „freiwillige Fachschule“ ohne staatlichen Abschluss, deren Besuch ursprünglich auf eigene Kosten erfolgte. Die Schule war weitgehend auf sich gestellt, sie hatte „vollkommen freie Wahl der Lehrkräfte, Freiheit in der Gestaltung der Lehrpläne und der Lehrmethoden“. Der Rat der Stadt übernahm nur die Aufsichtspflicht, ohne eine materielle Verantwortung.
Die Finanzierung der Schule blieb durch die Abhängigkeit von Zuschüssen der Stadt und des Landes auch in besseren Zeiten ein ständiges Problem. Nur mit Mühe gelang es den Kürschnern, die für sie wichtige Schule zu erhalten: „Oft genug erhielten die Lehrkräfte ihre Gehälter viel zu spät, standen die Miete oder das Gehalt des Hausmeisters aus. Das von den Schülern zu zahlende Schulgeld und die Beiträge der Mitglieder des Vereins reichten bei weitem nicht aus, den Schulablauf finanziell zu sichern. Der damalige Obermeister Maerz half wohl nicht nur einmal mit eigenem Geld der Schule aus einer finanziellen Klemme.“
Voraussetzung für die Aufnahme an der Schule war eine abgeschlossene Lehre und eine mindestens zweijährige Berufspraxis. Eine weitere Einschränkung ergab sich aus der Kapazität der Schule. Für die Schüler bestand die Hürde weniger in dem erhobenen Schulgeld als im Verdienstausfall. Später erhielt die Schule einen Hilfsfonds aus freiwilligen Spenden ehemaliger Schüler von jährlich 100 Mark. Eine große Rolle spielte damals die desolate Wirtschaftslage, fast jeder zweite Schüler war arbeitslos. Im Jahr 1928 hatte die Schule 24 Schüler, im Jahr 1939 waren es 76, die Höchstzahl seit ihrer Gründung. Obwohl der Brühl durch die politischen Verhältnisse inzwischen erheblich an Renommee verloren hatte, hatte die Schule ihre Anziehungskraft durch ihre gute Fachausbildung behalten. Von den 76 Absolventen stammten nur 13 aus Leipzig und Umgebung, 68 waren Ausländer. Aus der Schweiz kamen 13 Schüler, 12 aus Norwegen, 9 aus Schweden, 8 aus Polen, 5 aus Rumänien, 5 aus der Tschechoslowakei, 3 aus Italien, 2 aus Österreich und je einer aus der Sowjetunion, Lettland, Litauen, Griechenland, Chile, Frankreich, Danzig, Luxemburg und Jugoslawien. Alois Stollbrock, ein Absolvent schrieb: „Die Deutsche Kürschner-Schule hat sich zu einer Lehranstalt entwickelt, die in ihrer Art einzig in der Welt dasteht. Nirgendwo finden wir eine organisatorisch so mustergültig aufgebaute und mit so reichem Wissensgebiet ausgestattete Schule in Fachkreisen“.
Zur Tradition der Schule gehörte der Besuch der Leipziger Messe und der Pelzmesse zu Ostern. Die Schüler beteiligten sich an diesen Messen mit eigenen Ausstellungsstücken, so zum Beispiel auch an der Neuheiten-Ausstellung im Leipziger Ring-Messehaus.
Die Meisterschule des Deutschen Kürschnerhandwerks befand sich anfangs in der Zentralstraße 3, wo die Reichszentrale für Pelztier- und Rauchwarenforschung einige Räume zur Verfügung gestellt hatte. Der immer größer werdende Platzbedarf lässt den Zuspruch erkennen, den die Schule erhielt. Von 1932 bis 1938 war sie dann in der vierten Etage von „Schwabes Hof“, Richard-Wagner-Straße 9, wo zwei Werkstatträume und ein Hörsaal zur Verfügung standen. Nur der Hof trennte die Kursusteilnehmer hier vom Zentrum des Ein- und Verkaufs der Rohware. Da die Räume jedoch zu klein waren, zog die Schule 1939 letztlich in die Servièrsche Privatschule in der Sebastian-Bach-Straße 91. Neben dem Lehrerzimmer und einem Klubraum standen hier drei Klassenräume, drei Werkräume, zwei Kürschnerwerkstätten, ein Maschinenraum und ein Hörsaal mit 150 Plätzen zur Verfügung. Zehn Lehrkräfte unterrichteten in 49 Wochenstunden unter der Leitung des Gewerbeoberlehrers Lorenz, größtenteils seit Gründung an der Schule tätig. Auf Antrag des Reichsinnungsverbandes des Kürschner-, Hut- und Mützenmacherhandwerks erhielt die Schule, als dritte Leipziger Meisterschule, durch das Reichsministerium für Wissenschaft, Erziehung und Volksbildung Anfang 1939 die offizielle Bezeichnung Meisterschule des Kürschnerhandwerks (Fachschule) zu Leipzig.
Als fast der gesamte Leipziger Brühl durch einen Luftangriff am 4. Dezember 1943 eingeäschert und zertrümmert wurde, wurde auch das Gebäude der Kürschnerschule zerstört. In der Fachzeitung der Pelzbranche, „Der Rauchwarenmarkt“, fand weder die Zerstörung des Brühls noch der Schule eine Erwähnung. Kriegsbedingt wurde die Zeitung nach der Ausgabe für September 1944 eingestellt.

#### Unterricht
Sehr bald bot die Deutsche Kürschnerschule den Lehrstoff an, der den Bedürfnissen der Pelzbranche entsprach, wie Fellverarbeitung, Schnittzeichnen, Kostümkunde usw. Nur 1935 fand eine grundsätzliche Korrektur statt, als die Lehrgänge von drei auf dreieinhalb Monate verlängert wurden. Es hatte sich als sinnvoll erwiesen, den theoretischen Unterricht durch zwei Wochen praktischer Arbeit zu ergänzen. Die Kürschner erschienen zum praktischen Unterricht, noch bis lange nach der Nachkriegszeit, in ihren bis dahin noch für die Branche charakteristischen weißen Kitteln.
Die Lehrkräfte kamen überwiegend aus der Praxis, in den besten Zeiten waren es über zwölf Referenten. Georg Miersemann betreute das Fach Fellverarbeitung. Die Schnittaufstellung lehrte nach eigenem System Otto Dönnicke, der eine Zuschneideschule besaß und Fachbücher zu dem Thema veröffentlichte. Prof. Richard König von der Handelshochschule, Sohn eines Kürschners, unterrichtete die kaufmännischen Fächer. Die Pelztierkunde lehrte der Direktor des Leipziger Zoos, Prof. Dr. Max Schneider, sowie Dr. Heinrich Dathe, Direktorialassistent bei Max Schneider und später Leiter des Tierparks Berlin.
Jeder Lehrgang besuchte das Pelzfach-Museum, die Reichszentrale für Pelztier- und Rauchwarenforschung, verschiedene Pelzveredlungsbetriebe und die Zuchtstation für Karakulschafe in Halle.

### In der DDR

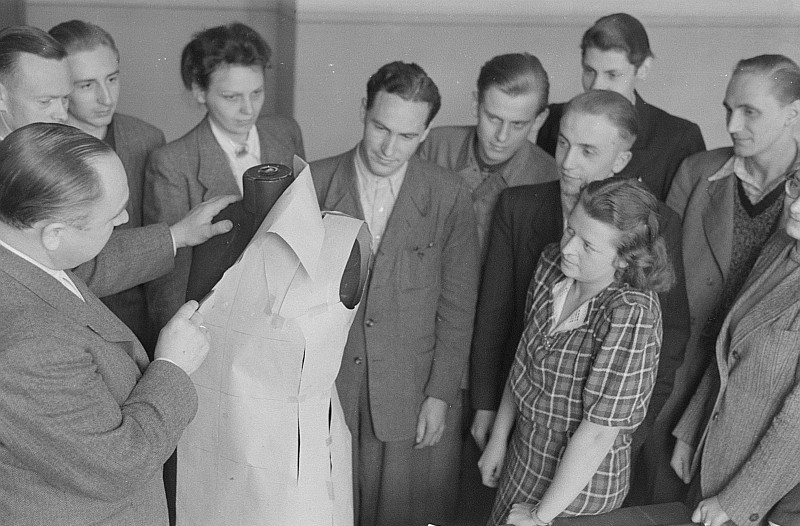
Schnittmusterlehrgang, Leipzig 1949

Als ein „besonderer Markstein“ einer erneuten Aufwärtsbewegung der Leipziger Pelzwirtschaft galt die Wiedererrichtung der ebenfalls durch Kriegseinwirkung vernichteten Schule durch Leipziger Kürschner, unter besonderem Engagement des Obermeisters Otto Barth. Am 1. September 1948 wurde sie in der Liebknechtstraße 14, 2. Etage, heute Karl-Liebknecht-Straße, damals im sowjetisch besetzten Teil Deutschlands gelegen, erneut eröffnet. Als Lehrer wurde unter anderem August Dietzsch gewonnen, der zusammen mit seinem ehemaligen Lehrherrn und damaligen Lehrerkollegen Friedrich Malm das wichtige, 1951 veröffentlichte Fachbuch „Die Kunst des Kürschners“ verfasste. Er war neben der Führung seines Kürschnerbetriebs und langjähriger Leitung der Leipziger Meisterprüfungskommission, von 1948 bis 1952 als Lehrer tätig.
In fachlichen Fragen unterstand die Deutsche Kürschnerschule 1953, dem Jahr ihres insgesamt 25-jährigen Bestehens, dem Ministerium für Leichtindustrie. Durch die Erhöhung der Studienzeit auf zwei Semester war die wirtschaftliche Grundlage zum Bestehen der Schule geschaffen worden. Der Festredner zum Schuljubiläum stellte fest, „daß es eine besondere Verpflichtung sei, besonders der volkseigenen Wirtschaft qualitative Arbeitskräfte im Sinne des nationalen Aufbaus zuzuführen“; er schloss seine Rede „mit dem Hinweis auf den Sozialismus, der allen Schaffenden eine glückliche Welt baue, und mit Wünschen an die abgehenden Schüler“.
Die Nachwuchsausbildung fand in Leipzig an der für das Pelzgewerbe „einzigen Berufsschule der Republik“, an der Kommunalen Berufsschule V „Arthur Hausmann“ statt, für eine Woche, einmal im Monat. Zusammen mit den pelzverarbeitenden Betrieben hatten die Lehrkräfte eine reichhaltige Sammlung von Fellen angelegt.

## Kürschnerschulen der Bundesrepublik
Leipzig hatte nach dem Zweiten Weltkrieg seine Bedeutung für den internationalen Pelzhandel endgültig verloren, der Rauchwarenhandel siedelte aus der sowjetisch besetzten Zone und späteren, sozialistischen DDR, in der zumindest die größeren Betriebe enteignet wurden, weitgehend nach Westdeutschland um. In Frankfurt am Main entstand für einige Jahrzehnte rund um die Niddastraße ein neues, in seiner Weltbedeutung dem alten Brühl vergleichbares, Handelszentrum für Felle und Pelzkonfektion. Kleinere Zentren bildeten sich an anderen Orten, vor allem in Hamburg mit seinem durch den Hafen begründeten Welthandel. Der Pelzabsatz erlebte in der Zeit des bundesdeutschen Wirtschaftswunders einen einmaligen Höhepunkt. Neben beiden überregionalen Meister-Ausbildungsstätten der Pelzbranche Hamburg und Frankfurt am Main fanden von Zeit zu Zeit Meisterlehrgänge in verschiedenen Städten statt, unter anderem im Modezentrum Düsseldorf mit seinen zahlreichen Kürschnereien.

### Meisterschule des Kürschnerhandwerks

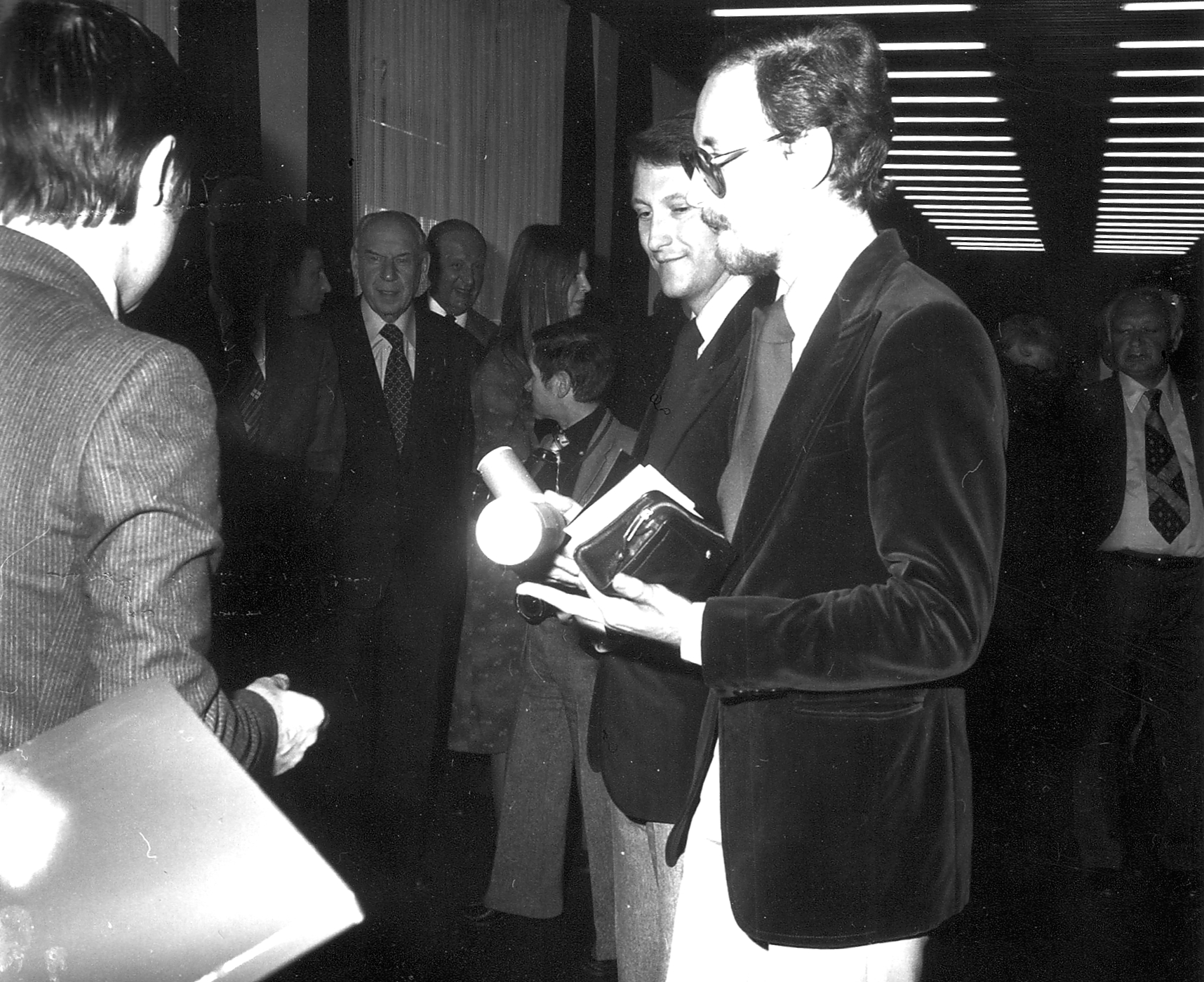
Gerd Münchow, „dienstältester“ Student der Meisterschule, nimmt für den verhinderten Hans-Quaet-Faslem eine Auszeichnung entgegen. Dahinter Martin von Schachtmeyer (1976).

Hamburg war in den ersten Jahrzehnten nach dem Zweiten Weltkrieg Sitz der deutschen Meisterschule für das Kürschnerhandwerk, der einzigen bundesdeutschen überregionalen Ausbildungsstätte für angehende Kürschnermeister. Ihre Bedeutung ging später durch die Gründung der Bundes-Pelzfachschule in Frankfurt am Main verloren. Es galt als ganz besondere Qualifikation, seine Meisterprüfung im Atelier von Edelpelze Berger und mit einem Diplom der Hamburger Meisterschule für Mode abgelegt zu haben.
Als man sich 1946, nach dem Zweiten Weltkrieg, im Kürschnerhandwerk entschlossen hatte, seine Organisationen wieder aufzubauen, zuerst in der britischen Zone, war es naheliegend, sich zunächst der Ausbildung des Nachwuchses zuzuwenden. Die wehrpflichtigen Jahrgänge waren lange von der Fortbildung ferngehalten worden und durch den Warenmangel und die damit verbundene fehlende Möglichkeit der Anwendung fehlte es an praktischer Erfahrung. Im Jahr 1948 beschloss die Mitgliederversammlung der Arbeitsgemeinschaft der Landesinnungsverbände des Kürschner-, Hut- und Mützenmacherhandwerks des amerikanischen und britischen Besatzungsgebiets, in Hamburg die Meisterschule des Kürschnerhandwerks zu errichten. Da die Stiftung bürgerlichen Rechtes der an die Meisterschule für Mode angeschlossenen Kürschnerschule nicht nur ein beträchtliches Gründungsvermögen besaß, sondern ihr auch aus Kreisen der Förderer und Stifter laufend beachtliche Mittel zuflossen, hatte man ursprünglich vorgehabt, eine Einrichtung zu schaffen, die ganz allgemein alle Maßnahmen unterstützt, die im Interesse des Kürschnerhandwerks liegen. Im Rahmen der Währungsreform wurde das Vermögen zerstört, so dass man sich entschloss, die Meisterschule des Kürschnerhandwerks „in die Obhut der Hansestadt Hamburg zu übergeben“. Die Stiftung selber wurde im August 1953 jedoch wieder ihrem ursprünglichen Zweck zugeführt und vom Zentralverband des Kürschnerhandwerks in Institut für Berufsförderung im Kürschnerhandwerk umbenannt. Im Mai 1949 wurde das erste Semester eröffnet.
Die Schule befand sich innerhalb des Fachbereichs Gestaltung in den Räumen der Fachhochschule Hamburg, „Meisterschule für Mode/Werkkunstschule für Grafik-Textil-Werbung“, Armgartstraße 24, heute zur Hochschule für Angewandte Wissenschaften Hamburg gehörend. Wechselwirkungen zwischen den einzelnen Sparten blieben dabei unausbleiblich.
Leiter und Fachlehrer der Schule war Hans Quaet-Faslem. Im Sommer 1958 unternahm er mit einigen Schülern eine vierzehntägige Reise, während der sie vier Innungen der Bundesrepublik besuchten und ihre Erkenntnisse vorstellten, mit den Fachkräften vor Ort diskutierten und damit gleichzeitig für den Besuch der Schule warben. Zusammen mit seinem ehemaligen Schüler Martin von Schachtmeyer (* 2. September 1936; † 26. September 2018) verfasste Hans Quaet-Faslem das dreibändige Werk „Pelz“, in dem sie die Grundregeln der Pelzverarbeitung auf eine neue, für alle Fellarten gültige Grundlage stellten. Im August 2013 beschrieb Martin von Schachtmeyer rückblickend, wie es zu der Schriftenreihe „Pelz“ gekommen war: „Das maßgebende Fachkundebuch war damals das sehr informative Fachkundebuch „Der Kürschner“. Es war zu der Zeit das einzige Fachbuch, das uns als Lehrlingen, und später auch in der Meisterschule zur Verfügung stand. Schon als Lehrlinge aber haben wir unsere Ausbildungsmeister oft gefragt, warum man bestimmte Fellarten so oder so, wie es im „Kürschner“ steht, verarbeiten soll. Die nicht befriedigende Antwort war meistens, „mach das mal so wie beschrieben, das ist ausprobiert“! – aber warum, dafür gab es keine Antwort. Während meines 2-semestrigen Studiums in der Meisterklasse für Kürschner an der Fachhochschule für Modedesign und angewandte Wissenschaften in Hamburg gab es gelegentlich in der Klasse und auch sonst Diskussionen darüber, wie man das erklären kann, insbesondere auch, wenn man Lehrlinge ausbildet. […] Im Endeffekt wurde uns allen klar: Es muss doch eindeutige Gründe geben, warum sich die vielen der im „Kürschner“ beschriebenen Verarbeitungsmethoden die durch Probieren und Erfahrung, also kurz gesagt empirisch, gefunden worden sind, warum diese sich als sehr erfolgreich und gut erwiesen haben. Es muss Grundregeln geben, die sich wie ein roter Faden durch alles ziehen. Das Ziel war nun also, diese Grundregeln zu erkennen und zu beschreiben. […]“

### Bundes-Pelzfachschule in Frankfurt am Main

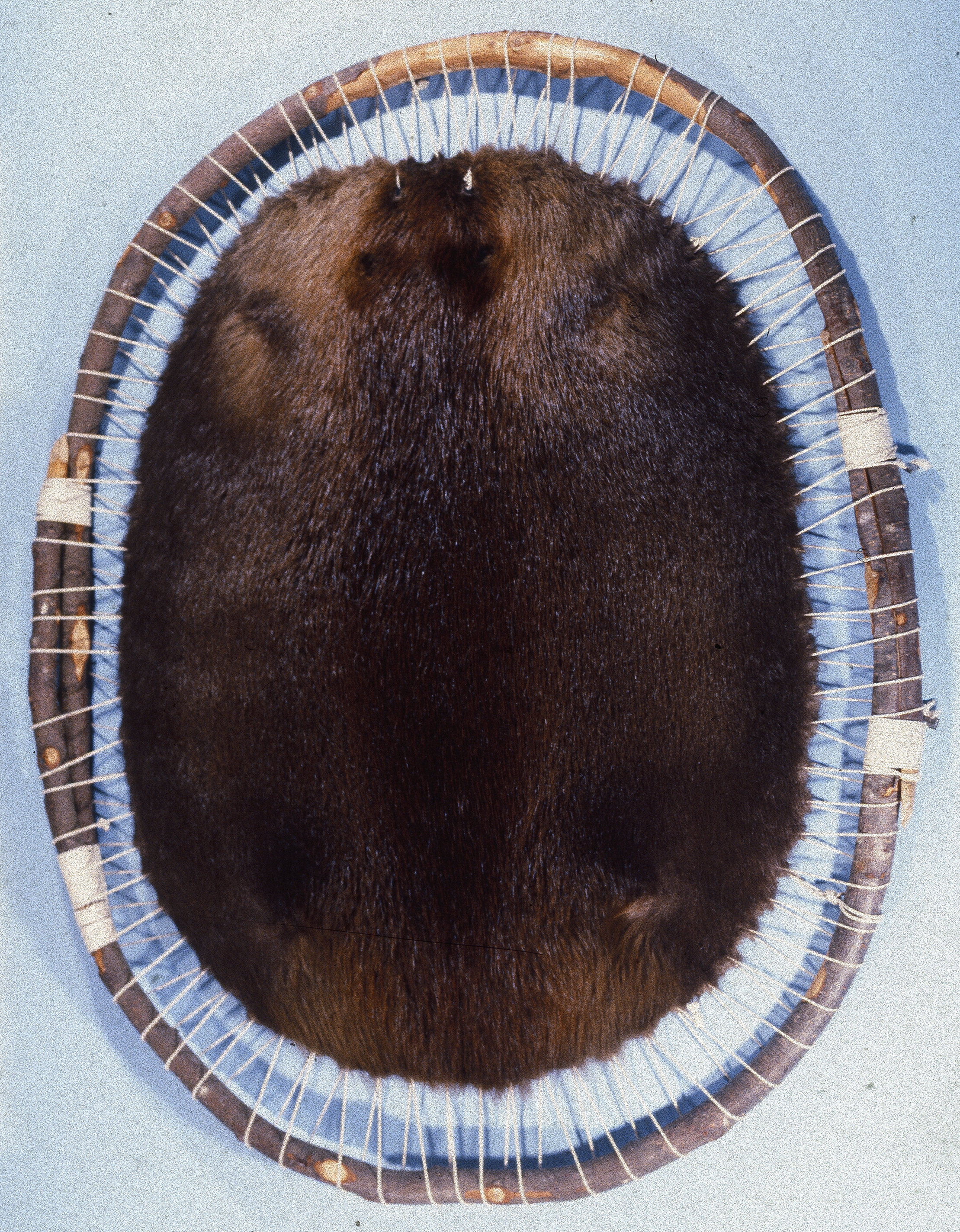
Vom Trapper gespanntes Biberfell, Sammlung Bundes-Pelzfachschule
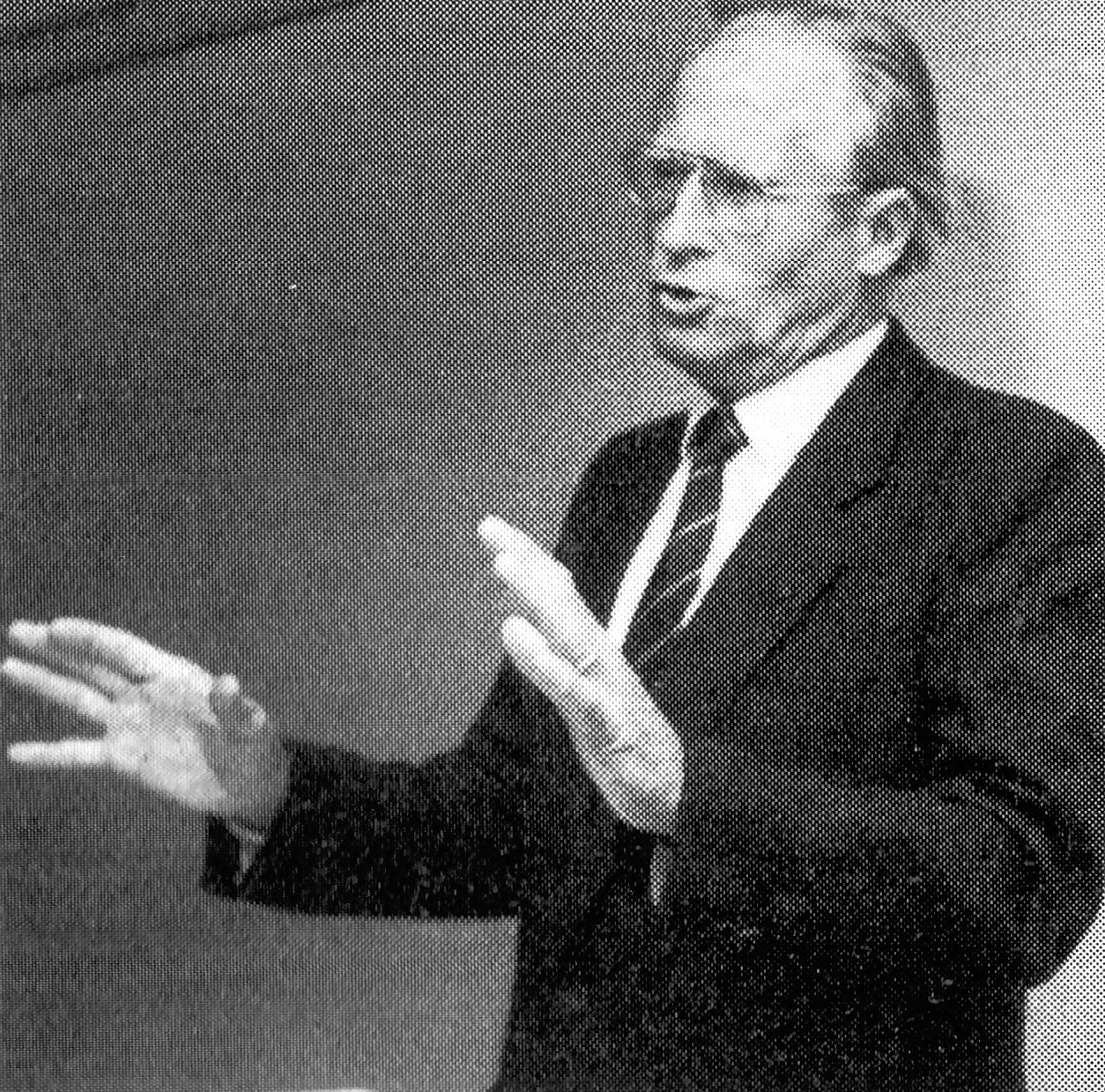
Ludwig Brauser, Lehrer und Direktor der Bundes-Pelzfachschule (1986)

Besondere Verdienste um den Aufbau der Frankfurter Berufsschule für Kürschner und Rauchwarenkaufleute erwarb sich ihr Lehrer Hermann Frank († vor 1972). Ihm folgte als treibende Kraft zum Aufbau einer, der Leipziger Kürschnerschule vergleichbaren Institution in Frankfurt, Gewerbeoberlehrer Ludwig Brauser (* 30. September 1924; † am 17. März 2009; 1989 Verdienstkreuz am Bande). Unter seiner Mitwirkung und mit Beiträgen der Meisterschule des Kürschnerhandwerks in Hamburg entstand zur 13. Frankfurter Pelzmesse im Jahr 1961 unter dem Titel „Vom Lehrling zum Meister“ die erste von fünf folgenden Ausstellungen. Der Verbandsvorsitzende des deutschen Pelzverbandes bewertete dies als auch international ersten Schritt „in Richtung Bundes-Pelzfachschule als eine Institution, die für alle deutschsprachigen Kürschner und Pelzhändler eine Weiterbildungsmöglichkeit schaffen konnte“. Nach Aussage der Schulleitung im Oktober 2012 ist sie weiterhin die einzige Schule ihrer Art weltweit.
Durch Initiative des Verbands der Deutschen Rauchwaren- und Pelzwirtschaft, des Zentralverbands des Kürschnerhandwerks und Herrn Brausers, im Einvernehmen mit den Kommunal- und Landesverbänden, wurde dann am 13. September 1967 der Schulverein Bundes-Pelzfachschule in Frankfurt gegründet. Wie in Leipzig sollte auch die Frankfurter Kürschnerschule eine ergänzende Ausbildung nach der Lehrlings- und Gesellenzeit vermitteln und damit die bisherigen Meisterlehrgänge der Kürschnerinnung Frankfurt am Main fortführen. Die Lehrgänge fanden seit Beginn an in der dritten Etage der Bergius-Berufsschule (heute Frankfurter Schule für Bekleidung und Mode) in Frankfurt-Sachsenhausen, Hamburger Allee 23 statt. Finanziert wurde die Schule hauptsächlich durch Teilnehmergebühren, daneben durch Geld- und Sachspenden der Unternehmen und Zuschüsse des Rauchwarenverbands und des Zentralverbands des Kürschnerhandwerks.
Bereits im ersten Jahr verzeichnete die Schule 68 Teilnehmer, im zweiten Arbeitsjahr 1969 waren es bereits 120 Schüler in sechs Kursen. Das Lehrprogramm umfasste anfangs die Themen Fachtechnik, Schnittzeichnen, einen Lehrgang für Mitglieder der Pelzveredlungsindustrie und neu gegenüber Leipzig, einen für den Rauchwarengroßhandel. Zu fast allen Lehrgängen meldeten sich in den nächsten 25 Jahren mehr Teilnehmer an, „als der betont individuelle Unterricht zuließ“. Bis zum Jubiläumsjahr des 20-jährigen Bestehens hatte die Schule über 700 Kürschner auf die Meisterprüfung vorbereitet. Weit über 3000 Personen hatten die Lehrgänge und Seminare besucht, darunter Ausländer aus „Ost und West“. Von 1975 an standen jährlich zwölf Hauptkurse für mehr als 200 Teilnehmer auf dem Programm. Weit über 100 Fachleute aus allen Sparten der Pelzbranche hatten sich bis dahin als Referenten gestellt. Dazu gehörten neben anderen bedeutenden Persönlichkeiten der Branche die Kürschner Helmut Feilitsch und Dieter Zoern, sowie die Pelzhändler Jürgen Thorer und Heinz Levié.
Die Hauptaufgabe der Bundes-Pelzfachschule war es, Kürschnergesellen auf die Meisterprüfung vorzubereiten. Dazu gehörte der kaufmännische Bereich, die Fachtechnik, das Erstellen von Schnittmustern und, immer wichtiger geworden, das Pelzdesign und der Artenschutz. Außerdem bot sie Weiterbildungsseminare für alle Berufe der Pelzbranche an. Neben der Lehrtätigkeit nahm das Institut Sonderaufgaben wahr, wie Sachverständigengutachten im Bereich des Artenschutzes, der Schulleiter war Mitglied im Fachbeirat des World Wildlife Fund Deutschland. Zollbeamte wurden an der Schule sachkundig gemacht, die enge Zusammenarbeit mit Zoologen, wissenschaftlichen Instituten, Universitäten, Ministerien und Ämtern im In- und Ausland sowie die Informationsarbeit für Tierschutz- und Verbraucherorganisationen ging weit über das Engagement herkömmlicher Berufsfachschulen hinaus.
Ein besonders wichtiges, grundlegendes Gebiet der Meisterausbildung ist der Modellentwurf und das Erstellen von Schnittmustern. Kaum ein Kürschnergeselle hat in den Betrieben Gelegenheit, sich mit dieser Aufgabe zu befassen, in den Berufsschulen steht es ebenfalls nicht im Lehrprogramm. In Frankfurt übernahm das in einem jeweils 7-wöchigen Lehrgang Ernst Röhrs, der, wie früher Otto Dönnicke in Leipzig, eine Zuschneideschule besaß und das „System Leibold“ weiter entwickelt hatte.
Durch Spenden konnte die Bundes-Pelzfachschule ihren Bestand an Geräten und Maschinen beständig vergrößern. „Lehrbücher und Materialien für den Unterricht wurden nicht nur angekauft, sondern zu einem großen Teil von und in der Schule entwickelt.“ Vor allem dank der unermüdlichen Bemühungen Ludwigs Brausers mit ständigem Bedrängen der Pelzfirmen entstand der Welt größte Fellsammlung. Sie wurde zwischenzeitlich auf Dias dokumentiert und war käuflich zu erwerben, die seitdem etwas verblassten Fellfotos stehen inzwischen im Internet zur allgemeinen Verfügung. Im Jahr 1973 umfasste die Sammlung über 4000 Felle. Die Fellsammlung befindet sich inzwischen im Frankfurter Senckenbergmuseum.
Im Jahr 1984 übernahm Gewerbeoberlehrer Ludwig Brauser auch die Leitung der Frankfurter Schule für Bekleidung und Mode, wodurch die drei Bekleidungsbereiche Pelz, Leder und Textil zusammengeführt wurden. Zu der inzwischen heftig geführten Diskussion um die Berechtigung, Felle für die Verarbeitung zu Kleidung zu nutzen, schrieb Brauser 1988 unter anderem: „Die »gute alte Zeit« im Pelzhandwerk ist vorbei. […] Die Älteren können nicht verstehen, daß grundlegende Änderungen eingetreten sind. Aber die eigentlichen Leidtragende ist die junge Generation. Es fehlt ihr das finanzielle Fundament, und sie blickt in eine ungewisse Zukunft. In der Diskussion mit den Tierschützern mangelt es an überzeugenden Argumenten. Die junge Generation bedarf deshalb besonderer Hilfe, damit sie nicht verzweifelt und der Branche aktive Substanz erhält. […] Eine Branche, die nur Naturprodukte verarbeitet, muss umdenken lernen. Das Umdenken fällt bekanntlich der jungen Generation leichter als der älteren. […]“
Trotz Aufhebung des Meisterzwangs für das Kürschnerhandwerk erfreuten sich die Meistervorbereitungslehrgänge im Jahr 2012 noch großer Beliebtheit. Die Schulungsräume befinden sich in den Werkstätten der Firma Kauerauf in Obertshausen, die Geschäftsstelle des Schulvereins in den Räumen des Pelz-, Groß- und Außenhandelsverbandes in Frankfurt am Main. Die Bundesfachschule unterstützt die Berufsschule für Kürschner in Fürth mit Fachseminaren zum Schnittzeichnen sowie zur Pelz- und Lederverarbeitung. Auszubildende zum Groß- und Außenhandelskaufmann, Fachrichtung Fellhandel, erhalten hier eine spezifische Fachqualifikation zur Fellkunde. Nach der Novellierung der Meisterprüfungsverordnung im Jahr 2019 wurde vom Schulleiter Volker Laudensack ein „modulares System“ konzipiert, dass von den Gesellen als Vorbereitung zur Meisterprüfung in Anspruch genommen werden kann. Es ermöglicht aber auch anderen, an der Thematik des Lehrgangs Interessierten, die Lehrgänge zu nutzen. Die jeweils drei bis fünf Tage dauernden Module behandeln die Schnitttechnik, Anprobe, Modellentwicklung (zusammen 5 Teillehrgänge), Fachtechnik (2 Teillehrgänge), Lederverarbeitung sowie Material-/Fellkunde.
In der Pelzbranche bekannte Namen oder langjährige Lehrer, die in der Bundes-Pelzfachschule unterrichtet haben, waren neben vielen anderen:
Emil Ballweg (Lehrer), Egon Beinhauer (Kürschner), Johannes Bode (Marco Pelz in Fürth), Ludwig Brauser (Schulleiter und Lehrer), Helmut Brutscher (Lehrer), Karl Buchmann (Lehrer), Otto Dabs (* 1930; † 28. Februar 1995, Kürschner in Lübeck, Vorsitzender des Schulvereins), Helmut Feilitsch (Kürschner in Frankfurt), Andreas Franke (Murrhardter Pelzveredlung), Anton Ginzel (Marco Pelzveredlung), Karl-Friedrich Herhold (* 7. Oktober 1932; † 7. September 2022, Kürschner in Wiesbaden), Ernst Knieriem sen. (Zentralverband), Dr. Bert Knoop (* 1936; † 23. August 2023; Zentralverband), Karl-Georg Köster (Vorsitzender des Schulvereins), Dieter Kunze (Kürschner in Mannheim), Walter Langenberger (* 1956; † 4. November 1993, Rauchwarenverband, Vorsitzender des Schulvereins), Dr. Heinz Levié (Marco Pelz), Friedrich Neumann (Lehrer), Ralf Ohanian (Ofra Rauchwaren), Hans Quaet-Faslem (Meisterschule Hamburg), Ernst Röhrs (Zuschneideschule in Frankfurt), Martin von Schachtmeyer (Kürschner in Bad Oldesloe), Hermann Schmidt (Lehrer), Alfred Seffern (Leiter der Erfahrungs-Austauschgruppen im Zentralverband), Jürgen Thorer (Pelzveredler in Offenbach), Heinrich Unbehauen (Kürschner in Nürnberg), Dietrich E. Werner (Repräsentant von Swakara-Karakul), Walter Würker (Rauchwarenhändler in Frankfurt, Firma Ofra, Vorsitzender des Schulvereins), Dieter Zoern (Kürschner in Hamburg).